# Hervé
Louis-Auguste-Florimond Ronger, conegut com a Hervé, va ser un compositor, autor dramàtic, actor, cantant, director d'escena i de companyia nascut a Houdain, el 30 de juny de 1825 i mort a París, el 3 de novembre de 1892. Se'l considera el pare de l'opereta francesa, malgrat que Jacques Offenbach n'assumeix de seguida la paternitat.

## Obra
- La Fine Fleur de l'Andalousie (1 acte, 1854)
- Toinette et son carabinier (1 acte, 1856)
- Le Retour d'Ulysse (1 acte, 1862)
- Le Joueur de flûte (1 acte, 1864)
- La Belle Espagnole (1 acte, 1866)
- Un drame en 1779 (1 acte, 1867)
- Les Métamorphoses de Tartempion (1867)
- Le Compositeur toqué (1 acte, 1867)
- Les Chevaliers de la Table Ronde (3 actes, 1867)
- Trombolino (1 acte, 1868)
- Les Turcs (3 actes, 1869)
- Le Trône d'Ecosse (3 actes, 1871)
- La Veuve du Malabar (3 actes, 1873)
- Alice de Nevers (3 actes, 1875)
- La Belle Poule (3 actes, 1876)
- Estelle et Némorin (3 actes, 1876)
- La Marquise des rues (3 actes, 1879)
- Panurge (3 actes, 1879)
- Le Voyage en Amérique (4 actes, 1880)
- La Mère des Compagnons (3 actes, 1880)
- La Nuit aux soufflets (3 actes, 1884)
- La Cosaque (3 actes, 1884)
- Mam'zelle Gavroche (3 actes, 1885)
- Le Cabinet Piperlin (3 actes, pòstum, 1897)